# Peñaranda de Duero
Peñaranda de Duero è un comune spagnolo di 527 abitanti situato nella comunità autonoma di Castiglia e León.
Il comune comprende la località di Casanova.